# Thuner Sundern
Der Thuner Sundern ist ein Naturschutzgebiet in der niedersächsischen Stadt Braunschweig.

## Allgemeines
Das Naturschutzgebiet mit dem Kennzeichen NSG BR 178 ist circa 44 Hektar groß. Es ist Bestandteil des EU-Vogelschutzgebietes „Laubwälder zwischen Braunschweig und Wolfsburg“. Nach Westen und Süden grenzt es an das Landschaftsschutzgebiet „Thune“, das im Geltungsbereich der Naturschutzverordnung vom Naturschutzgebiet ersetzt wird. Das Gebiet steht seit dem 9. März 2024 unter Naturschutz. Zuständige untere Naturschutzbehörde ist die Stadt Braunschweig.

## Beschreibung
Das Naturschutzgebiet liegt im Norden von Braunschweig. Es stellt einen Teil des Waldgebietes Sundern unter Schutz. Das Naturschutzgebiet wird von einem altholzreichen Eichen-Hainbuchenwald geprägt. Es ist Lebensraum verschiedener Vögel, darunter Rotmilan, Wespenbussard, Baumfalke, der Spechte Grauspecht, Schwarzspecht und Mittelspecht, Schwarzstorch, Kranich, Wendehals, Neuntöter, Eisvogel, Nachtigall und Pirol sowie verschiedener Fledermäuse, darunter Großes Mausohr, Mops- und Bechsteinfledermaus. Das Naturschutzgebiet beherbergt unter anderem auch verschiedene holzbewohnende Käferarten.
Das Naturschutzgebiet ist größtenteils von weiteren Waldgesellschaften umgeben. Im Norden und Südwesten grenzt es an landwirtschaftliche Nutzflächen.